# Ladested
Ladested var i Norge en ort som hade rätt att exportera varor till utlandet samt även driva annan handel, fast med vissa förbehåll. Den hade däremot inte samma rättigheter som en köpstad.

## Nordisk jämförelse
I Danmark var motsvarigheten så kallade "ladepladser" och i Sverige och Finland hade man stapelstäder.